# Marie-Josephine Gaudette
Marie-Josephine Gaudette (ur. 25 marca 1902 w Manchester, zm. 13 lipca 2017 w Rzymie) – amerykańsko-włoska zakonnica i superstulatka kanadyjskiego pochodzenia. Druga najstarsza siostra zakonna w historii, tuż za Lucile Randon. Jej wiek został potwierdzony przez Gerontology Research Group.

## Życiorys
Urodziła się w Manchesterze w Stanach Zjednoczonych jako córka emigrantów z Kanady. W wieku 21 lat złożyła śluby zakonne. Przez swoje życie mieszkała w Kanadzie i Francji i była nauczycielką muzyki. W 1958 roku zamieszkała w klasztorze w Rzymie i dołączyła do Zgromadzenia Najświętszych Serc Jezusa i Maryi przybierając imię zakonne Cecylia.
Sławę uzyskała po tym jak brała udział w wyborach prezydenckich w Stanach Zjednoczonych w 2008 jako jedna z najstarszych wyborców (po 56 latach przerwy) w wieku 106 lat. Głosowała wtedy na Baracka Obamę. 
W wieku 106 lat stwierdzono u niej wadę słuchu, ale mimo to pozostała w dobrej kondycji. W wieku 110 lat wciąż potrafiła sama pisać na maszynie do pisania. 
15 kwietnia 2017, w wieku 115 lat i 21 dni, po śmierci Emmy Morano, została najstarszą osobą we Włoszech oraz drugą najstarszą w Europie, co trwało aż do jej śmierci 13 lipca tegoż roku. Zmarła mając 115 lat i 110 dni.
W momencie śmierci zajmowała 33. miejsce na najstarszą osobę w historii. Obecnie jest 38. w tym rankingu, po tym jak jej wiek przekroczyła inna siostra zakonna z Francji Lucile Randon. Tym samym utraciła tytuł najstarszej siostry zakonnej w historii i obecnie zajmuje 2. pozycję pod tym względem.